# باول ماديلي
باول ماديلي (بالإنجليزية: Paul Madeley)‏ هو لاعب كرة قدم بريطاني في مركز الدفاع، ولد في 20 سبتمبر 1944 في ليدز في المملكة المتحدة، وتوفي بنفس المكان في 23 يوليو 2018 بسبب مرض باركنسون. شارك مع منتخب إنجلترا لكرة القدم. أما مع النوادي، فقد لعب مع ليدز يونايتد.

## وصلات خارجية
- باول ماديلي على موقع قاعدة بيانات كرة القدم.إي يو (الإنجليزية)
- باول ماديلي على موقع ناشيونال فوتبول تيمز (الإنجليزية)